# Пиджин (ИМ клиент)
Пиджин (на английски: Pidgin; старо име: Гейм, на английски: Gaim) е популярен многоплатформен клиент за обмяна на съобщения и видео разговори, поддържащ множество протоколи. Позволява ползването на няколко акаунта в една или повече мрежи едновременно. Работи чрез помощта на софтуерната библиотека GTK+ и има български превод. Пиджин е свободен софтуер разпространяван под общия публичен лиценз на ГНУ.

## Функционалност
- Съвместимост с различни платформи: Уиндоус, ГНУ/Линукс, BSD и други Юникс-подобни системи
- Поддръжка на множество протоколи
- Поддръжка на множество акаунти
- Аудио и видео разговори
- On-action автоматизирани скриптове (наречени Buddy Pounces)
- Подпрозорци в прозореца за съобщения
- История на съобщенията
- Вградена поддръжка на NSS, за защита на данните
- Въвеждане на собствени имена за контактите
- Правописна проверка

## Поддържани протоколи
- AIM
- Bonjour
- Gadu-Gadu
- ICQ
- IRC
- Lotus Sametime
- MSN
- MySpaceIM
- Novell GroupWise
- SILC
- SIMPLE
- XMPP (Джабер, Гугъл толк)
- Yahoo!
- Zephyr